# Aserbaidschanische Futsalnationalmannschaft
Die aserbaidschanische Futsalnationalmannschaft ist eine repräsentative Auswahl aserbaidschanischer Futsalspieler. Die Mannschaft vertritt den aserbaidschanischen Fußballverband bei internationalen Begegnungen.

## Abschneiden bei Turnieren
Aserbaidschan nahm zwar bereits seit Mitte der 1990er regelmäßig an Qualifikationsrunden zu großen internationalen Turnieren teil, die erstmalige Endrunden-Teilnahme glückte allerdings erst bei der Europameisterschaft 2010 unter dem brasilianischen Trainer Alesio, der neben aserbaidschanischen Spielern auch auf mehrere eingebürgerte Brasilianer setzte. Bei der Endrunde erreichte das Team auf Anhieb das Halbfinale und unterlag dort erst nach Sechs-Meter-Schießen der Auswahl Portugals.

### Futsal-Weltmeisterschaft
- 1989 bis 1992 – Teil der Sowjetunion
- 1996 – nicht qualifiziert
- 2000 – nicht qualifiziert
- 2004 – nicht qualifiziert
- 2008 – nicht qualifiziert
- 2012 – nicht qualifiziert
- 2016 – Viertelfinale
- 2021 – nicht qualifiziert
- 2024 – nicht qualifiziert

### Futsal-Europameisterschaft
- 1996 – nicht qualifiziert
- 1999 – nicht qualifiziert
- 2001 – nicht qualifiziert
- 2003 – nicht teilgenommen
- 2005 – nicht qualifiziert
- 2007 – nicht qualifiziert
- 2010 – 4. Platz
- 2012 – Vorrunde
- 2014 – Vorrunde
- 2016 – Viertelfinale
- 2018 – Viertelfinale
- 2022 – Gruppenphase